# Signoria di Hanau
La Signoria di Hanau fu uno stato del Sacro Romano Impero esistente dal 1243 al 1451 per poi essere elevato a contea.

## Storia
Il castello di Hanau viene citato per la prima volta nel 1143 in un documento di Dammo di Hegenow che vi viene chiamato come testimone. La struttura si trovava sull'Isola di Kinzig ed era circondato da un fossato naturale. All'epoca esso era di proprietà del vescovo di Magonza.
Dal 1166-1168 ad Hanau è documentata la presenza di una dinastia aristocratica che detiene effettivamente il controllo del castello, dapprima designata al governo della fortezza di Dorfleden e poi al 1191 al castello di Hanau. La famiglia poté rapidamente espandere i propri domini grazie a due lasciti importanti. Con la morte di Ulrico II di Hagen-Münzenberg nel 1255 si estinse la linea maschile della sua famiglia e la sua eredità passò alle sue figlie ed alle loro rispettive famiglie. Una di queste, Adelaide, era sposata con Reinardo I di Hanau. Altro lascito di rilievo fu quello derivato dal matrimonio di Ulrico I di Hanau con Elisabetta di Rieneck-Rothefels la quale portò in dote al marito nel 1277 altri territori nella medesima area.
La casata acquisì sempre maggiore importanza a tal punto che il re Alberto I di Germania, nominò Ulrico I di Hanau quale suo personale Ufficiale Giudiziario nell'area del Wetterau dall'anno 1300, seguito dal 1303 dal diritto di tenere mercato nella città di Hanau, fatto che incrementò moltissimo la presenza economica nella signoria.
Nel 1320, Ludovico il Bavaro amplierà i possedimenti della signoria con la concessione dell'infeudazione dei villaggi di Bergen, Bischofsheim, Bockenheim, Eckenheim, Enkheim, Eschersheim, Fechenheim, Ginnheim, Gronau, Massenheim, Praunheim, Preungesheim, Seckbach e Vilbel, a cui si aggiungeranno dal 1377 anche Brandenstein, Schwarzenfels, Bieber, Lohrhaupten e l'Abbazia di Schlüchtern.
Nel 1375 l'Imperatore impose il diritto di primogenitura per la casata, evitando così che il patrimonio venisse diviso tra i figli. Nel 1429 l'Imperatore Sigismondo di Lussemburgo da Bratislava ove si trovava inviò un dispaccio alla corte di Hanau nella quale elevava il territorio a contea come premio per i due secoli di fedeltà dimostrata alla causa imperiale.

## Signori di Hanau
| Nome                                                 | Regno     | Note                                |
| ---------------------------------------------------- | --------- | ----------------------------------- |
| Reinardo I                                           | 1243–1281 |                                     |
| Ulrico I                                             | 1281–1306 |                                     |
| Ulrico II                                            | 1306–1346 |                                     |
| Ulrico III                                           | 1346–1369 |                                     |
| Ulrico IV                                            | 1369–1380 |                                     |
| Ulrico V con Elisabetta di Wertheim dal 1380 al 1388 | 1380–1404 |                                     |
| Reinardo II con Giovanni di Hanau dal 1404 al 1411   | 1404–1451 | Elevato al titolo di Conte nel 1429 |